# Acanthoxia natalensis
Acanthoxia natalensis är en insektsart som först beskrevs av Krauss 1877.  Acanthoxia natalensis ingår i släktet Acanthoxia och familjen gräshoppor. Inga underarter finns listade i Catalogue of Life.